# Bronisław Żołnierowicz
Bronisław Żołnierowicz (ur. 22 lutego 1922 w Białej jako Edward Lubusch, zm. 10 marca 1984 we Wrocławiu) – niemiecko-polski mechanik, w czasie II wojny światowej SS-man i członek załogi KL Auschwitz. Nazywany jest dobrym SS-manem z powodu udzielenia pomocy w ucieczce z obozu koncentracyjnego dwóm więźniom: Mali Zimetbaum i Edwardowi Galińskiemu.

## Życiorys
Edward Lubusch urodził się w Białej jako syn Niemca Rudolfa Lubuscha i Polki Berty Lubusch (ur. jako Bernardyna Vlćek), która pracowała jako położna.
Biegle posługiwał się językiem polskim i niemieckim. Swoją młodość spędził w Białej; według Franciszka Kramarczyka, szkolnego kolegi Lubuscha, ten bardziej czuł się Niemcem niż Polakiem. W kwietniu 1939 roku w szkole, do której uczęszczali, ogłoszono rozporządzenie, w myśl którego zakazano używania na terenie placówki języka niemieckiego. Kramarczyk podał, że podczas przygotowywania się do wyjścia na strzelnicę usłyszał, jak Lubusch rozmawiał po niemiecku; po zwróceniu mu uwagi, Lubusch odparł, że polska mowa jest do rzyci, za co ten został wydalony ze szkoły. Podczas II wojny światowej Lubusch próbował odnaleźć Kramarczyka w Bielsku, jego miejscu zamieszkania (Bielany) oraz miejscu pracy (lokomotywownia w Monowicach); w 1944 roku ostatecznie porzucił poszukiwania po tym, gdy zwierzchnik Kramarczyka zagroził Lubuschowi doniesieniem do Gestapo.

### II wojna światowa
1 lutego 1941 roku Lubusch trafił do załogi KL Auschwitz, gdzie pracował jako telefonista w sztabie komendantury; na jego pozycję wpłynęła jego matka, która za wszelką cenę starała się zapobiec wysłaniu na front po stracie jej drugiego syna Edwarda, który zginął w trakcie działań wojennych. Przekonał komendanta obozu Rudolfa Hößa do utworzenia na terenie obozu odlewni żeliwa oraz zakładu ślusarskiego, którego został szefem jesienią 1942 roku; w tym czasie Lubusch miał stopień SS-Rottenführera. Jednym z pracowników ślusarni był Edward Galiński, który pod koniec 1943 roku poznał Malę Zimetbaum – urodzoną w Małopolsce Żydówkę, która dorastała w Belgii. We wrześniu 1942 roku została ona osadzona w obozie przejściowym w Mechelen, następnie deportowana do Auschwitz II – Birkenau.
Pod koniec lutego 1944 roku Lubusch przekazał Galińskiemu przeładowany pistolet oraz mundur SS-mana, by ten mógł w przebraniu uciec z Auschwitz wraz z Malą Zimetbaum; parze udało się uciec 24 czerwca tegoż roku docierając do miejscowości Kozy, jednak już 7 lipca zostali oni zatrzymani w trakcie ucieczki na Słowację, gdzie Mala miała krewnych. Para została osadzona w bloku nr 11 w Auschwitz oraz skazana na karę śmierci. Byli przesłuchiwani przez Gestapo, które między innymi próbowało dowiedzieć się, skąd Galiński miał mundur SS-mana; mimo brutalnych tortur, para nie wydała Lubuscha. Wyrok na Galińskiego i Zimetbaum został wykonany 22 sierpnia 1944 roku. W tym samym roku Lubusch pomógł uciec z Auschwitz polskiemu pułkownikowi Franciszkowi Faix, następnie dzięki pomocy ze strony Armii Krajowej Lubusch także zdezerterował z obozu; kontakt z polskim ruchem oporu umożliwił mu teść – Jan Kneblowski, który przed II wojną światową był oficerem Wojska Polskiego.
Po dezercji z Auschwitz, Lubusch wstąpił do 12 Pułku Piechoty Armii Krajowej, inni żołnierze tego pułku nazywali go etatowym Niemcem; jego zadaniem było podjeżdżanie pod więzienia i informowanie funkcjonariuszy Gestapo o nakazie przekazania mu więzionych żołnierzy AK w celu ich eskorty, w rzeczywistości byli oni wywożeni do Wadowic. Pośredniczył także w przekazywaniu korespondencji między więźniami a działaczami krakowskich struktur Polskiej Partii Socjalistycznej. W Wadowicach mieszkała wówczas żona Edwarda wraz z synem Włodzimierzem, a ich dom był stale obserwowany przez gestapowców. Gdy pod koniec 1944 roku Edward Lubusch odwiedził rodzinę, został zatrzymany przez Niemców oraz skazany na śmierć; oczekiwał na wyrok w celi w Bielsku, jednak ostatecznie do niego nie doszło z powodu postępującej ofensywy Armii Czerwonej. W lutym 1945 roku Lubusch został przewieziony do więzienia w Berlinie, a miesiąc później wcielono go do Volkssturmu, skąd ponownie zdezerterował.

### Po II wojnie światowej
Podczas powrotu z Berlina do Polski Lubusch natrafił na ciało polskiego żołnierza, który według posiadanych przy sobie dokumentów nazywał się Bronisław Żołnierowicz, urodził się w 1914 roku w leżącej nieopodal Wilna miejscowości Kowaliszki oraz ukończył 5 klas szkoły podstawowej; miał wracać z przymusowych robót w Niemczech. Edward Lubusch przejął jego imię i nazwisko; żona także zmieniła tożsamość z Hildegardy Lubusch na Martę Żołnierowicz. Nie mogąc wrócić do Bielska z racji możliwości rozpoznania, wraz z żoną i synem zamieszkali w Gdańsku, gdzie Bronisław pracował jako ślusarz. Został jednak rozpoznany, więc rodzina była zmuszona do przeprowadzki; przez krótki czas Żołnierowiczowie mieszkali w kilku wielkopolskich miejscowościach i żyli w ubóstwie, jednak dzięki podjęciu się przez Żołnierowicza pracy w Państwowym Gospodarstwie Rolnym sytuacja rodzinna uległa poprawie, a w 1947 roku na świat małżeństwu przyszła córka Krystyna. Marta ukończyła kurs aptekarski i wraz z mężem i dziećmi mieszkała wówczas w domu połączonym z apteką.
W 1956 roku Żołnierowiczowie przeprowadzili się do Jeleniej Góry, gdzie kilka lat wcześniej zamieszkali rodzice Marty. Sama została właścicielką domu przy ulicy Szpaczej 7 (obecnie jest to ul. Gałczyńskiego), kupionego przez jej ojca. Natomiast Bronisław zajął się handlem; wraz z żoną prowadził magazyn, w którym zaopatrywały się lokalne sklepy spożywcze. Pracował następnie jako kierownik robót w przedsiębiorstwie melioracyjnym, a w latach 60. rozpoczął pracę w biurze podróży Orbis; dzięki swojej biegłej znajomości języka niemieckiego oprowadzał po Karkonoszach wycieczki z Niemiec Wschodnich oraz Zachodnich.
Zmarł 10 marca 1984 roku we Wrocławiu, został pochowany w Jeleniej Górze. Jego żona Marta zmarła 15 lat później.

## Prawda o Żołnierowiczu oraz następstwa
Włodzimierz Żołnierowicz, syn Bronisława, miał zamiar wziąć ślub, więc potrzebował metryki urodzenia; ojciec przekonywał go, że ten urodził się w Bielsku oraz tamtejszy budynek urzędu stanu cywilnego miał spłonąć wraz z dokumentami. Mimo to, Włodzimierz udał się do rodzinnej miejscowości ojca, gdzie dowiedział się od ciotki o jego wojennej przeszłości. W archiwum parafialnym jednego z kościołów w Bielsku-Białej oraz urzędowym Włodzimierz Żołnierowicz figurował jako Włodzimierz Lubusch; po II wojnie światowej formalnie został adoptowany przez swoich rodziców, by mógł przyjąć ich nowe nazwisko.
Siostra Włodzimierza, Krystyna, zaszła w ciążę z radiotelegrafistą służącym w stopniu porucznika w Ludowym Wojsku Polskim. Rodzice zabronili jej wyjść za mąż, gdyż informacje o przyszłych żonach oficerów były skrupulatnie sprawdzane. Została więc wywieziona do klasztoru, gdzie urodziła córkę Annę; ta została oddana do adopcji. Po śmierci jej przybranych rodziców, Anna rozpoczęła poszukiwanie rodziców biologicznych; w 2001 roku poznała swoją biologiczną matkę Krystynę Żołnierowicz oraz swoją przyrodnią siostrę, natomiast ojca nigdy nie poznała.

## Życie prywatne
W lutym 1943 roku Edward Lubusch wziął ślub z Hildegardą Kneblowską, z którą miał dwoje dzieci: Włodzimierza (ur. w październiku 1943) oraz Krystynę (ur. 1947). Wnuczką Lubuscha jest Joanna Dolęga-Semczuk, będąca w związku małżeńskim z dziennikarzem Przemysławem Semczukiem.